# Black Knight (film)
Black Knight är en amerikansk komedi och äventyrsfilm från 2001 i regi av Gil Junger.

## Skådespelare
| Martin Lawrence    | – Jamal Walker              |
| Marsha Thomason    | – Victoria                  |
| Tom Wilkinson      | – Sir Knolte av Marlborough |
| Vincent Regan      | – Percival                  |
| Daryl Mitchell     | – Steve                     |
| Michael Countryman | – Phillip                   |
| Kevin Conway       | – Kung Leo                  |
| Jeannette Weegar   | – Prinsessab Regina         |
| Erik Jensen        | – Derek                     |
| Dikran Tulaine     | – Dennis                    |
| Helen Carey        | – Drottningen               |
| Michael Burgess    | – Ernie                     |